# یوتوکو این

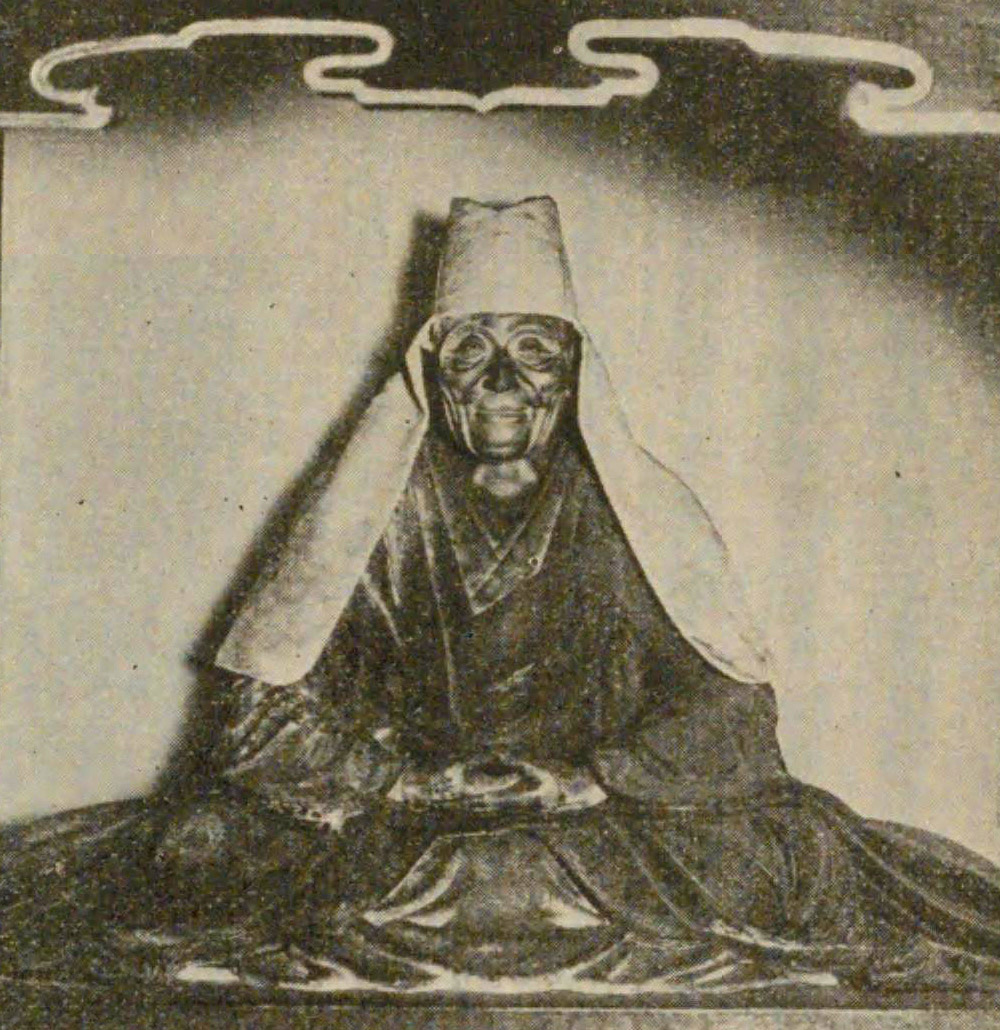
مجسمه یوتوکو این

یوتوکو این (به ژاپنی: 養徳院); تولد ۱۵۱۵ – مرگ ۱۶۰۶ یک زن از اهالی ژاپن بود. وی سی‌شیتسو (همسر اصلی) ایکدا تسونه‌توشی و مادر ایکدا تسونه‌اوکی بود. وی همچنین دایه اودا نوبوناگا بود. پدر و شوهر وی به اودا نوبوهیده خدمت می‌کردند. پس از اینکه وی ایکدا تسونه اوکی را زایمان کرد. نوبوناگا در حدود سه سال داشت و برای شیر دادن وی هر دایه ای را که خدمت می‌گرفتند پستان دایه را گاز می‌گرفت تا اینکه یوتوکو این به عنوان دایه به او شیر داد و نوبوناگا در بغل او آرام گرفت و شیر او را قبول کرد.
وی پس از مرگ شوهرش همسر غیراصلی اودا نوبوهیده شد و یک فرزند دختر به نام ایرین این حاصل این وصلت بود.